# Cratere Nevelson
Nevelson  è un cratere sulla superficie di Venere. Deve il proprio nome a Louise Nevelson, artista ebrea-ucraina naturalizzata statunitense del XX secolo.